# Кельменецкая поселковая община
Кельменецкая поселковая община (укр. Кельменецька селищна громада) — территориальная община в Днестровском районе Черновицкой области Украины.
Административный центр — посёлок Кельменцы.
Население составляет 30275 человек (2025). Площадь — 546,3 км².
В соответствии с распоряжением Кабинета Министров Украины от 12 июня 2020 года, в состав общины вошла территория Кельменецкого поселкового совета, а также Бабинского, Берновского, Бузовицкого, Бурдюгского, Вартиковецкого, Волчинецкого, Вороновицкого, Грушовецкого, Днестровского, Ивановецкого, Комаровского, Коновского, Ленковецкого, Лукачовского, Мошанецкого, Нелиповецкого, Новоселицкого, Перковецкого и Росошановского сельских советов упразднённого Кельменецкого района

## Населённые пункты
В состав общины входят 1 посёлок и 25 сёл:
- Кельменцы
- Бабинский старостинский округ:
  - Бабин
- Берновский старостинский округ:
  - Берново
- Бузовицкий старостинский округ:
  - Бузовица
- Бурдюгский старостинский округ:
  - Бурдюг
- Вартиковецкий старостинский округ:
  - Вартиковцы
  - Слободка
- Волчинецкий старостинский округ:
  - Волчинец
- Вороновицкий старостинский округ:
  - Вороновица
- Грушовецкий старостинский округ:
  - Грушевцы
  - Нагоряны
- Днестровский старостинский округ:
  - Днестровка
- Ивановецкий старостинский округ:
  - Ивановцы
- Комаровский старостинский округ:
  - Комаров
  - Майорка
- Ленковецкий старостинский округ:
  - Коновка
  - Ленковцы
  - Макаровка
- Мошанецкий старостинский округ:
  - Мошанец
- Нелиповецкий старостинский округ:
  - Браиловка
  - Лукачовка
  - Нелиповцы
- Новоселицкий старостинский округ:
  - Новоселица
- Перковецкий старостинский округ:
  - Перковцы
  - Путрино
- Росошанский старостинский округ:
  - Росошаны